# زغوان

شعار مدينة زغوان

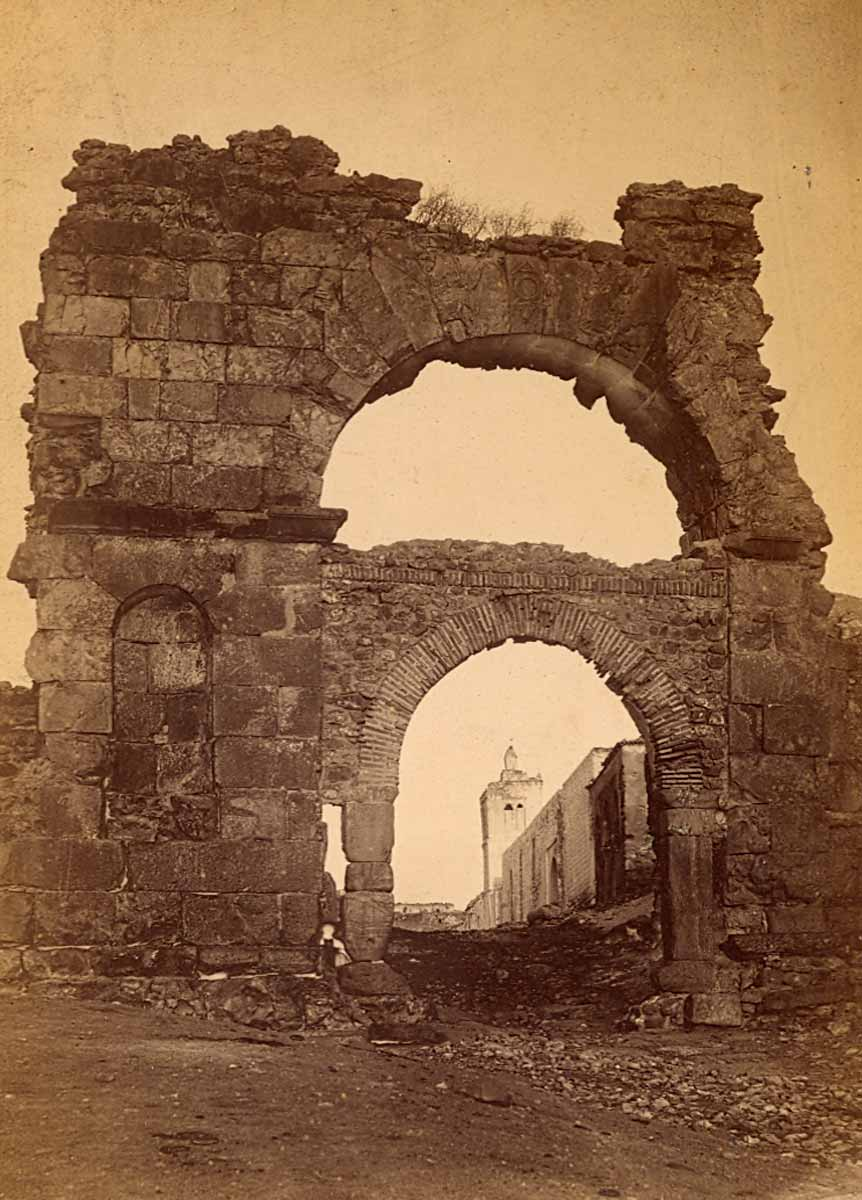
باب أثري روماني بزغوان حوالي عام 1900

زغوان (من اللاتينية: Ziqua، وهي متأصّلة ربما من كلمة Aqua اللاتينية التي تعني ماء، نظرا لثرواتها المائية الهائلة) هي مدينة تونسية تقع في إقليم الشمال الشرقي، تبعد 55 كلم جنوب العاصمة تونس، وهي مركز ولاية زغوان. 

يبلغ عدد سكانها 20,798 نسمة. تعرف مدينة زغوان بمناظرها الطبيعية وحمامتها الساخنة.
تاريخ مدينة زغوان – تونس
الموقع الجغرافي وأهميته
مدينة زغوان تقع شمال شرقي تونس، وتبعد حوالي 50 كيلومترًا عن العاصمة التونسية. تتميز بموقعها عند سفح جبل زغوان الذي يبلغ ارتفاعه حوالي 1295 مترًا، وتُعد واحدة من أقدم المدن في تونس، حيث لعبت دورًا مهمًا عبر مختلف الحقب التاريخية بسبب وفرة مياهها وطبيعتها الجبلية الخلابة.
زغوان معروفة بكونها منبعًا رئيسيًا للمياه العذبة منذ العصور القديمة، وكانت موردًا أساسيًا للماء لمدينة قرطاج، وارتبطت بالممارسات الدينية الوثنية التي تمحورت حول عبادة الإلهة تانيت وإله المياه نبتون عند الرومان.
أصل التسمية
اسم “زغوان” مشتق من الكلمة اللاتينية Zaghouan التي تعني “المكان ذو المياه المتدفقة”. وارتبط الاسم أيضًا بجبال المنطقة التي كانت مركزًا للعديد من الطقوس الدينية المتعلقة بالمياه والخصوبة.
العصور القديمة
الفترة البربرية والفينيقية
قبل قدوم الفينيقيين، كان سكان المنطقة من البربر الذين عاشوا في تجمعات صغيرة حول منابع المياه والجبال. مع قدوم الفينيقيين من مدينة صور (في لبنان حاليًا) حوالي القرن التاسع قبل الميلاد، أصبحت زغوان منطقة استراتيجية لتزويد مدينة قرطاج بالمياه، وازدهرت بالزراعة وتربية الماشية.
العهد الروماني
خلال الفترة الرومانية (146 ق.م - 429 م)، شهدت زغوان ازدهارًا كبيرًا، وأصبحت تعرف باسم Zaghouan Aqueduct City، نظرًا لأن الرومان بنوا القناة المائية الرومانية الشهيرة التي كانت تنقل المياه من جبل زغوان إلى قرطاج، والتي تعتبر من أعظم الإنجازات الهندسية في العالم القديم.
•	تم بناء معبد المياه أو معبد نبتون عند منبع المياه في زغوان، حيث كان الرومان يقدسون إله المياه، ويقيمون طقوسًا دينية لطلب وفرة المياه.
•	كان سكان زغوان خلال هذه الفترة يعيشون في مزارع كبيرة ويمارسون الزراعة، خصوصًا زراعة الزيتون والحبوب.
الفترة الوندالية والبيزنطية
بعد سقوط الإمبراطورية الرومانية، غزا الوندال المنطقة في القرن الخامس الميلادي، ما تسبب في تراجع النشاط الاقتصادي والحضري. لاحقًا، استعادت الإمبراطورية البيزنطية السيطرة على المنطقة، وعملت على إصلاح القنوات المائية وإعادة بناء المعابد.
الفتح الإسلامي
في القرن السابع الميلادي، دخلت زغوان تحت سيطرة المسلمين خلال الفتح الإسلامي لشمال إفريقيا. في هذه الفترة، تحولت المنطقة إلى مركز زراعي وتجاري مهم، وتم ترميم القنوات المائية، حيث أدرك المسلمون أهمية المياه بالنسبة للسكان.
الفترة العثمانية
خلال الحكم العثماني (1574-1881)، أصبحت زغوان تُعرف بكونها مدينة صوفية ومركزًا دينيًا مهمًا.
•	تم إنشاء العديد من الزوايا الصوفية، مثل زاوية سيدي علي عزوز، وهو من أشهر الأولياء الصالحين في المنطقة.
•	في هذه الفترة، تطورت زراعة الزيتون بشكل كبير، وأصبحت زغوان تشتهر بإنتاج زيت الزيتون.
الفترة الاستعمارية الفرنسية
بعد احتلال تونس من قبل فرنسا عام 1881، شهدت زغوان تغييرات اقتصادية واجتماعية كبيرة:
•	قام الفرنسيون بتحديث قنوات المياه الرومانية لاستغلالها في تزويد العاصمة تونس بالمياه.
•	تطورت الزراعة بشكل كبير بفضل إدخال تقنيات زراعية حديثة.
•	تم بناء العديد من المنشآت الحديثة، مثل الطرق والمدارس.
ومع ذلك، شارك أهالي زغوان في المقاومة ضد الاستعمار الفرنسي، وكانوا جزءًا من الحركة الوطنية التونسية المطالبة بالاستقلال.
بعد الاستقلال (1956)
بعد حصول تونس على الاستقلال، شهدت زغوان تطورًا في البنية التحتية والتعليم والصحة، مع التركيز على استغلال الموارد الطبيعية في المنطقة، خصوصًا المياه العذبة.
في عام 1976، تم إدراج معبد المياه الروماني ضمن قائمة التراث الوطني التونسي، وهو اليوم أحد أبرز المعالم السياحية والأثرية في زغوان.
المعالم التاريخية والأثرية في زغوان
1. معبد المياه الروماني
•	يُعتبر من أهم المعالم الأثرية في زغوان.
•	كان يُستخدم لإقامة الطقوس الدينية عند منبع المياه.
•	تم ترميمه عدة مرات، ويُعد اليوم وجهة سياحية شهيرة.
2. قناة المياه الرومانية
•	تمتد القناة من جبل زغوان إلى قرطاج، بطول حوالي 132 كيلومترًا.
•	تُعد واحدة من أعظم القنوات المائية التي بناها الرومان في شمال إفريقيا.
3. زاوية سيدي علي عزوز
•	تقع وسط المدينة وتعتبر من المعالم الدينية والتاريخية المهمة.
•	تُعد مركزًا صوفيًا معروفًا في تونس.
4. جبال زغوان
•	تُعد مقصدًا سياحيًا لمحبي الطبيعة والرياضة الجبلية.
•	تحتوي على العديد من المسالك الجبلية المناسبة للمشي والتسلق.
الاقتصاد في زغوان
•	الفلاحة: زراعة الزيتون، الحبوب، والخضر.
•	السياحة: بفضل المواقع الأثرية والطبيعية، مثل معبد المياه وجبال زغوان.
•	الصناعات التقليدية: مثل صناعة الفخار والنسيج.
الحياة الثقافية في زغوان
تتميز زغوان بتراثها الثقافي الغني، ومن أشهر التقاليد:
•	المهرجان الوطني للمياه: يُقام سنويًا للاحتفال بالمياه، ويشمل عروضًا موسيقية وفلكلورية.
•	التقاليد الصوفية: مثل زيارة الزوايا وإقامة الحضرات.
اليوم، تُعد زغوان مدينة تجمع بين التاريخ العريق والطبيعة الساحرة، حيث تستقطب الزوار من داخل تونس وخارجها بفضل معالمها الأثرية ومناظرها الطبيعية.
تتميز زغوان بمزيج من الطابع الريفي التقليدي والحياة الحضرية، حيث احتفظ سكانها بتقاليدهم في الزراعة والصناعات اليدوية، إلى جانب الانخراط في القطاعات الحديثة مثل السياحة والصناعات الغذائية.
أهم الخصائص السياحية والطبيعية لزغوان
1. الحمامات الطبيعية
تشتهر زغوان بوجود حمامات طبيعية تحتوي على مياه ساخنة ذات خصائص علاجية. من أبرز هذه الحمامات:
•	حمام بنت الجديدي
•	حمام الأنف
يُعتقد أن هذه الحمامات استخدمت منذ العصور الرومانية لعلاج الأمراض الجلدية والروماتيزم.
2. المنطقة الجبلية والطبيعة الخلابة
•	جبل زغوان يُعد وجهة مثالية لعشاق الطبيعة ورياضة المشي الجبلي.
•	المنطقة غنية بالنباتات العطرية والطبية مثل الزعتر وإكليل الجبل.
•	تنتشر العيون الطبيعية في زغوان، وهي منابع للمياه العذبة التي تروي الأراضي الزراعية.
الثقافة والتراث في زغوان
تُعرف زغوان بتراثها الثقافي الغني الذي يُبرز من خلال:
1. الصناعات التقليدية
•	صناعة الفخار: واحدة من أقدم الحرف التقليدية في زغوان.
•	النسيج اليدوي: يشمل السجاد والبُسُط التقليدية.
•	تقطير ماء النسري: تُعتبر زغوان من أشهر المناطق في تونس في إنتاج ماء النسري الذي يُستخدم في الطهي والعلاج التقليدي.
2. المهرجانات المحلية
من أشهر المهرجانات التي تُقام في زغوان:
•	المهرجان الوطني للمياه: يُحتفى بالمياه التي تُعد رمزًا للحياة في المدينة.
•	مهرجان ماء النسري يتم خلاله عرض تقنيات تقطير ماء النسري وبيع المنتجات العطرية التقليدية.
الرمزية الروحية والدينية لزغوان
تحتفظ زغوان بمكانة روحية ودينية مهمة في تونس، بفضل انتشار الزوايا الصوفية التي ظلت تلعب دورًا اجتماعيًا وثقافيًا بارزًا عبر التاريخ. ومن أهم الزوايا:
•	زاوية سيدي علي عزوز:
يُعتبر سيدي علي عزوز أحد أشهر الأولياء الصالحين في تونس، وزاويته تُعد مكانًا مقدسًا يُقصده الزوار من مختلف أنحاء البلاد لطلب البركة والشفاء.
الاقتصاد في زغوان اليوم
زغوان تُعتبر اليوم منطقة اقتصادية واعدة، حيث تشهد تطورًا في عدة قطاعات:
1.	الفلاحة:
•	إنتاج الزيتون والزيت يُعد من الأنشطة الاقتصادية الرئيسية.
•	زراعة الحبوب والخضر والفواكه.
2.	الصناعة:
•	زغوان تُعد مركزًا للصناعات الغذائية بفضل توفر المياه العذبة.
•	تضم المنطقة عدة مناطق صناعية تضم مصانع في مجالات مختلفة، مثل صناعة المواد الغذائية والنسيج.
3.	السياحة:
•	السياحة في زغوان تعتمد على المواقع الأثرية والطبيعية.
•	السياحة العلاجية في الحمامات الطبيعية.
زغوان في المستقبل
تسعى السلطات المحلية إلى تعزيز مكانة زغوان كوجهة سياحية وثقافية، من خلال:
•	ترميم المعالم الأثرية.
•	تطوير البنية التحتية لتحسين الوصول إلى المواقع السياحية.
•	تنظيم المزيد من المهرجانات للترويج للتراث المحلي.
زغوان ليست مجرد مدينة تاريخية، بل هي رمز للتوازن بين الطبيعة، التراث، والحياة العصرية، مما يجعلها وجهة فريدة تستحق الاكتشاف.

## أعلام
- فاطمة بوساحة
- سليمان بن سليمان
- بشرى بلحاج حميدة

### مواضيع ذات علاقة
- ولاية زغوان.

### وصلات خارجية
- الموقع الرسمي لبلدية زغوان.